# Риккарди, Андреа
Андреа Риккарди (итал. Andrea Riccardi; род. 16 января 1950, Рим) — итальянский историк и политик, министр без портфеля по международному сотрудничеству, интеграции, семейной и молодёжной политике (2011—2013).

## Биография
В 1968 году, спустя три года после Второго Ватиканского собора, ещё будучи студентом, основал Общину Святого Эгидия, призванную содействовать претворению в жизнь решений собора (в частности, община способствовала мирному урегулированию вооружённых конфликтов, в основном в Африке — в том числе Римскому мирному соглашению между RENAMO и правительством Мозамбика). 
Преподавал историю в университете Бари и в Римском университете, с 1981 года — ординарный профессор Третьего Римского университета, где преподаёт новейшую историю, а также церковную историю нового и новейшего времени. В 2009 году был удостоен Международной премии имени Карла Великого.
С 16 ноября 2011 по 28 апреля 2013 года занимал должность министра без портфеля по международному сотрудничеству и интеграции, семейной и молодёжной политике Италии в технократическом правительстве Монти.
В 2013 году Риккарди принял участие в создании партии Марио Монти «Гражданский выбор», но в дальнейшем не проявлял политической активности.
В 2010 году был награждён Орденом преподобного Сергия Радонежского. В 2014 удостоен степени доктора наук Honoris Causa Общецерковной аспирантуры и докторантуры Русской православной церкви, стал первым обладателем этой почётной степени.
В 2015 году, говоря о необходимости оказания помощи Тунису со стороны Европы, Риккарди назвал ошибочной политику изоляции России, поскольку та способна оказать стабилизирующее воздействие на обстановку в Средиземноморье.

## Семья
В 2006 году в интервью Барбаре Паломбелли Риккарди рассказал, что воспитывался в светской семье. Его отец, Альберто Риккарди, читал либеральный журнал Il Mondo, который редактировал Марио Паннунцио. Однако, примерно в 1967—1968 годах Андреа начал читать Евангелие, а затем объединился с несколькими соучениками по лицею имени Вергилия для совместных молитв и первых опытов волонтёрства.

## Труды
- Intransigenza e modernità. La Chiesa cattolica verso il terzo millennio, Roma-Bari, Laterza, 1996. ISBN 88-420-5068-7.
- Sant’Egidio Roma e il mondo, colloquio con Jean-Dominique Durand e Régis Lad, Cinisello Balsamo, San Paolo, 1997. ISBN 88-215-3506-1.
- Mediterraneo. Cristianesimo e Islam tra coabitazione e conflitto, Milano, Guerini, 1997. ISBN 88-7802-820-7; 2014. ISBN 978-88-6250-511-6.
- Le politiche della Chiesa, Cinisello Balsamo, San Paolo, 1997. ISBN 88-215-3564-9.
- Le parole della Croce. Lettura spirituale dei quattro Vangeli della Passione, Brescia, Morcelliana, 1999. ISBN 88-372-1723-4.
- Dialoghi di fine millennio. Arrigo Levi, Andrea Riccardi, Eugenio Scalfari si confrontano con Carlo Maria Martini, Milano, Biblioteca universale Rizzoli, 1999. ISBN 88-17-25856-3.
- Il secolo del martirio, Milano, Mondadori, 2000. ISBN 88-04-47687-7; 2009. ISBN 978-88-04-58694-4.
- Dialoghi sulla fede, con Arrigo Levi e Vincenzo Paglia, Bologna, Il Mulino, 2000. ISBN 88-15-07409-0.
- Vescovi d’Italia. Storie e profili del Novecento, Cinisello Balsamo, San Paolo, 2000. ISBN 88-215-4134-7.
- Dio non ha paura. La forza del Vangelo in un mondo che cambia, Cinisello Balsamo, San Paolo, 2003. ISBN 88-215-4881-3.
- Governo carismatico. 25 anni di pontificato, Milano, Mondadori, 2003. ISBN 88-04-52639-4.
- Pio XII e Alcide De Gasperi. Una storia segreta, Roma-Bari, Laterza, 2003. ISBN 88-420-6833-0.
- Eurafrica. Quello che non si dice sull’immigrazione. Quello che non si dice sull’immigrazione, quello che si potrebbe dire sull’Europa, con Mario Marazziti[итал.], Milano, Leonardo International, 2004. ISBN 88-88828-19-2.
- La pace preventiva. Speranze e ragioni in un mondo di conflitti, Cinisello Balsamo, San Paolo, 2004. ISBN 88-215-5217-9.
- Convivere, Roma-Bari, Laterza, 2006. ISBN 88-420-7935-9.
  - Жить вместе в 21 веке. — Алетейя, 2014. — 136 с.  ISBN 978-5-90670-501-3
- Il «partito romano». Politica italiana, Chiesa cattolica e Curia romana da Pio XII a Paolo VI, Brescia, Morcelliana, 2007. ISBN 978-88-372-2039-6.
- L’inverno più lungo. 1943-44: Pio XII, gli ebrei e i nazisti a Roma, Roma-Bari, Laterza, 2008. ISBN 978-88-420-8673-4.
- Paolo. Uomo dell’incontro, Milano, Paoline, 2008. ISBN 978-88-315-3512-0.
- Uomo e donna. Sogno di Dio, Milano, Paoline, 2009. ISBN 978-88-315-3636-3.
- Dall’altare al mondo, Milano, Figlie di San Paolo, 2010. ISBN 978-88-315-3782-7.
- Giovanni Paolo II. La biografia, Cinisello Balsamo, San Paolo, 2011. ISBN 978-88-215-6889-3.
- Dopo la paura la speranza, Cinisello Balsamo, San Paolo, 2012. ISBN 978-88-215-7482-5.
- La sorpresa di papa Francesco. Crisi e futuro della Chiesa, Milano, Mondadori, 2013. ISBN 978-88-04-63434-8.
  - Удивляющий папа Франциск. Кризис и будущее Церкви. — ББИ, 2016. — 296 с.  ISBN 978-5-89647-335-0
- La santità di Papa Wojtyła, Cinisello Balsamo, San Paolo, 2014. ISBN 978-88-215-9187-7.
- L’uomo dell’incontro. Angelo Roncalli e la politica internazionale, Cinisello Balsamo, San Paolo, 2014 ISBN 978-88-215-9132-7.
- Il libro nero della condizione dei cristiani nel mondo, a cura di e con Jean-Michel Di Falco[фр.] e Timothy Radcliffe, Milano, Mondadori, 2014. ISBN 978-88-04-64651-8.
- Vita consacrata, una lunga storia. Ha ancora futuro?, Cinisello Balsamo, San Paolo, 2015. ISBN 978-88-215-9420-5.
- La strage dei cristiani. Mardin, gli armeni e la fine di un mondo, Roma-Bari, Laterza, 2015. ISBN 978-88-581-1957-0.
- Manifesto al mondo. Paolo VI all’ONU, Milano, Jaca Book, 2015. ISBN 978-88-16-30550-2.
- Periferie. Crisi e novità per la Chiesa, Milano-Roma, Jaca Book-Comunità di Sant’Egidio, 2016. ISBN 978-88-16-41312-2
- La forza disarmata della pace. Movimento, pensiero, cultura, Milano-Roma, Jaca Book-Comunità di Sant’Egidio, 2017. ISBN 978-8816413986

## Награды
- Кавалер Большого креста ордена «За заслуги перед Итальянской Республикой» (2 июля 2003)[10]
- Командор ордена Почётного легиона (11 июля 2012, Франция)[11].
- Офицер ордена Почётного легиона (22 октября 2002, Франция)[12].
- Орден Дружбы (4 апреля 2015, Армения) — за значительный вклад в признание Геноцида армян, распространение духовных ценностей, а также укрепление армяно-итальянских культурных связей[13].
- Великий офицер ордена «За заслуги перед культурой»[рум.] в категории F «Продвижение Культуры» (2004, Румыния)[14].
- Командор ордена Моно (Того).
- Орден Преподобного Сергия Радонежского III степени (29 января 2010, РПЦ)[15].
- Международная премия имени Карла Великого (21 мая 2009).
- Премия «Гуманизм» (2016).
- Международная премия Каталонии (2001).